# Giovanni Pietro Dal Toso
Giovanni Pietro Dal Toso (Vicenza, 6 ottobre 1964) è un arcivescovo cattolico italiano, dal 21 gennaio 2023 nunzio apostolico in Giordania e dal 17 febbraio 2023 nunzio apostolico a Cipro.

## Biografia
Monsignor Giovanni Pietro Dal Toso è nato a Vicenza, dove il padre carabiniere prestava servizio, ed è cresciuto a Laives, in provincia di Bolzano.

### Formazione e ministero sacerdotale
Ha frequentato il seminario maggiore di Bressanone, per poi laurearsi in teologia all'Università di Innsbruck.
Il 24 giugno 1989 è stato ordinato sacerdote per la diocesi di Bolzano-Bressanone. Ha poi conseguito il dottorato in filosofia alla Pontificia Università Gregoriana e la laurea in diritto canonico alla Pontificia Università Lateranense.
Nel 1996 è stato nominato officiale del Pontificio consiglio "Cor Unum". Nel 2004 è stato nominato sotto-segretario dello stesso dicastero. Dal 22 giugno 2010 alla soppressione del dicastero, il 1º gennaio 2017, ha ricoperto la carica di segretario.
Dal 18 al 23 gennaio 2017 è stato inviato da papa Francesco a visitare Aleppo, città della Siria. Nella dicitura ufficiale è indicato come segretario delegato del Dicastero per il servizio dello sviluppo umano integrale.

### Ministero episcopale
Il 9 novembre 2017 papa Francesco lo ha nominato arcivescovo, titolo personale, titolare di Foraziana, segretario aggiunto della Congregazione per l'evangelizzazione dei popoli e presidente delle Pontificie Opere Missionarie. Ha ricevuto l'ordinazione episcopale il successivo 16 dicembre per l'imposizione delle mani del cardinale Fernando Filoni, co-consacranti il cardinale Paul Josef Cordes e il vescovo Ivo Muser.
Il 21 gennaio 2023 papa Francesco lo nomina nunzio apostolico in Giordania e il 17 febbraio seguente nunzio apostolico a Cipro.

## Genealogia episcopale
La genealogia episcopale è:
- Cardinale Scipione Rebiba
- Cardinale Giulio Antonio Santori
- Cardinale Girolamo Bernerio, O.P.
- Arcivescovo Galeazzo Sanvitale
- Cardinale Ludovico Ludovisi
- Cardinale Luigi Caetani
- Cardinale Ulderico Carpegna
- Cardinale Paluzzo Paluzzi Altieri degli Albertoni
- Papa Benedetto XIII
- Papa Benedetto XIV
- Papa Clemente XIII
- Cardinale Enrico Benedetto Stuart
- Papa Leone XII
- Cardinale Chiarissimo Falconieri Mellini
- Cardinale Camillo Di Pietro
- Cardinale Mieczysław Halka Ledóchowski
- Cardinale Jan Maurycy Paweł Puzyna de Kosielsko
- Arcivescovo Józef Bilczewski
- Arcivescovo Bolesław Twardowski
- Arcivescovo Eugeniusz Baziak
- Papa Giovanni Paolo II
- Cardinale Fernando Filoni
- Arcivescovo Giovanni Pietro Dal Toso